# Hanna Solovej
Hanna Mykolajivna Solovej (Oekraïens: Ганна Миколаївна Соловей) (Loehansk, 31 januari 1992) is een Oekraïense wielrenster. Haar specialiteit is de individuele tijdrit, waarin ze nationaal (elite), Europees- (beloften) en wereldkampioen (junioren) werd. Daarnaast is ze ook actief op de baan. Ze reed tussen 2016 en 2018 voor de Nederlandse wielerploeg Parkhotel Valkenburg-Destil.

## Carrière
Solovej werd in 2011 betrapt op doping (drostanolone, anabole steroïde) en werd hiervoor geschorst voor twee jaar. Na haar schorsing in won ze in 2013 goud op de tijdrit en brons in de wegwedstrijd op het EK voor beloften, in het Tsjechische Olomouc. Een jaar later won ze zilver bij de elite op het WK tijdrijden in het Spaanse Ponferrada, in de wegrit werd ze negende.
In 2015 reed ze voor de Kazachse wielerploeg Astana-Acca Due O. In juni werd ze echter ontslagen, volgens de ploeg wegens "onprofessioneel gedrag". Volgens de Oekraïense wielerbond was de reden dat Solovej weigerde de Kazachse nationaliteit aan te nemen, in aanloop naar de Olympische Zomerspelen 2016 in Rio de Janeiro. Een paar dagen na haar ontslag won ze zilver in de tijdrit op de Europese Spelen 2015 in Bakoe, in de wegwedstrijd werd ze tiende.
In 2016 werd Solovej namens Oekraïne 20e en 36e op de Olympische tijd- en wegrit in Rio.
Op haar (tijdrit)-helmen staat meestal een traditioneel Oekraïense bloemenkrans afgebeeld.

## Erelijst

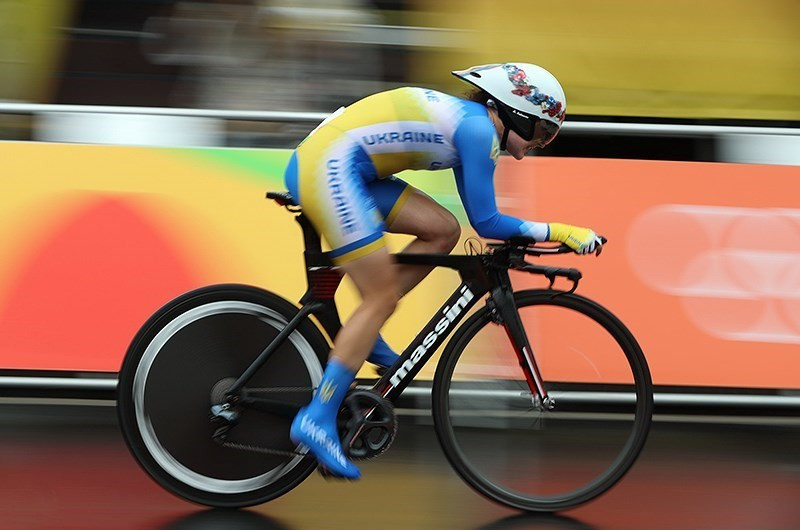
Solovej tijdens de Olympische tijdrit

2009
 Wereldkampioen tijdrijden in Moskou (junior)
 EK tijdrijden in Hooglede-Gits (junior)
 WK Baanwielrennen, achtervolging (junior)
2010
 Wereldkampioen tijdrijden in Offida (junior)
 Europees kampioen tijdrijden in Ankara (junior)
 Oekraïens kampioen tijdrijden, elite
 Oekraïens klimkampioenschap
2011
 Oekraïens kampioen tijdrijden, elite
 Chrono Gatineau (tijdrit)
2013
 Europees kampioen tijdrijden in Olomouc (onder 23)
 Oekaïens kampioen baanwielrennen, omnium
 Chrono des Nations (tijdrit)
 Europese kampioenschappen op de weg in Olomouc (beloften)
2014
 Chrono des Nations (tijdrit)
 Chrono Champenois - Trophée Européen (tijdrit)
 WK tijdrijden in Ponferrada
2015
 Oekraïens kampioen tijdrijden
 Europese Spelen, tijdrit in Bakoe
 Chrono des Nations (tijdrit)
 Oekraïens kampioenschap op de weg
2016
 Oekraïens kampioenschap tijdrijden
 Oekraïens kampioenschap op de weg
2017
 Oekraïens kampioenschap tijdrijden
VR Women
2019
 Europese Spelen, baanwielrennen, puntenkoers
2021
 Oekraïens kampioenschap tijdrijden
De Boer · Van den Bos · Buurman · Ensing · Van Gogh · Hoeksma · Knauer · Koedooder · Post · Rooijakkers · Solovej · Stougje · Tromp
De Boer · Buurman · Buysman · Van Gogh · De Jong · Knauer · Post · Rooijakkers · Soet · Solovej · Steigenga · Stijns · Stougje · Swinkels · Tromp · Van Veen
De Boer · Van der Burg · Buysman · De Gast · Van Gogh · Hoeksma · Raaijmakers · Roberts · De Ruiter · Solovej · Stougje · Uiterwijk Winkel · Van Veen · Wiebes